# Stenotabanus obscuremarginatus
Stenotabanus obscuremarginatus är en tvåvingeart som beskrevs av Krober 1929. Stenotabanus obscuremarginatus ingår i släktet Stenotabanus och familjen bromsar. Inga underarter finns listade i Catalogue of Life.